# Тако (музичка група)
Тако је био југословенски и српски рок бенд из Београда, који је деловао од 1974—1981. године, а избацили су два студијска албума.

## Историјат
Бенд је основан 1974. године у Београду од стране Душана Дулета Ћућуза (бас гитара), Ђорђа Илијина (клавијатуре), Саве Бојића (гитара, вокал) и Милана Миће Жоржа Лолића (бубњеви). Пре тога, Душан Ћућуз био је члан група Џентлмени и Пламени 6, један од музичара прве поставе бенда Опус, а у првој половини седамдесетих година радио је као инжењер звука за YU групу. Сава Бојић био је један од чланова групе Поп машина, а Ђорђе Илијин радио је као наставник музичког и често био гост на снимању албума других музичких бендова.
Првобитно, поред сопствених, бенд је изводио и песме бендова Џими Хендрикс експиријенс и Сантана. Током 1975. године бенд је издао своје прве демо снимке, песме Чујем своје мисли, Даждевњак, Лена и песму Чудан град у студијима Радио Београда. Године 1977. гитариста и певач Мирослав Дукић и бубњар Слободан Фелекатовић заменили су чланове Бојића и Лолића. Бенд је отворио концерт на турнеји Бијелог Дугмета, наступајући на Концерту код Хајдучке чесме.
У новембру 1977. године, Тако и рок група С времена на време одржали су концерт у Дому омладине Београда. Бенд се такође појавио 1978. године на Бум фестивалу у Новом Саду.
Након што су одбијени као некомерцијални од стране неколико великих издвачких кућа, потписали су оговор са ЗКП РТЉ након наступа на Омладинском фестивалу у Суботици. Први албум под називом Тако, бенд је објавио 1978. године. На албуму су се нашле прогресив рок песме, са елементима џеза. На вокалима за песму Лена био је Асим Сарван, тадашњи члан бенда С Времена на време. Песме Минијатура била је обрада истоимене песме британског рок састава Џетро Тал. Бенд је промовисао албум бесплатним концертом на Калемегдану. Године 1979. бенд је направио паузу због здравствених проблема Ђорђа Илијина, а у међувремену Мирослав Дукић напустио је групу. Тако је заједно са бендом Игра стаклених перли избацио албум, под етикетом продукцијске куће Калемегдан диск.
Годину дана касније бенд је наставио са радом. Њихов други албум У врећи за спавање објавио је у септембру 1980. године ПГП РТБ. Сваку песму на албуму продуцирали су чланови бенда. Након тога Фелекатовић напушта бенд због војне обавезе, а Тако се расформира. Опроштајни концерт одржали су почетком 1981. године на Филозофском факултету у Београду.
Након расформирања бенда Дукић је почео да ради као студијски музичар, а Ћућуз као звучни инжењер за групе Кербер и Дивље јагоде. Илијин се посветио музичком образовању и археологији, али је такође радио као продуцент на неколико албума, а 1983. године издао је соло албума Забрањено прислушкивање, на којем је певао и свирао све инструменте осим бубњева, за којим је био Владимир Фурда Фурдуј, бивши члан бендова Силуете, Корни група и Елипсе.
Године 1993. немачка издавачка кућа Калемегдан диск објавила је оба студијска албума Тако на винилу. Албуми су имали нове омоте које је дизајнирао Момчило Рајин. Све нумере на албумима снимљене су у периоду од 1975—1981. године, али раније су биле необјављене. Године 1994. на компилацији Плима: Прогресивна музика коју је издала Комуна, нашла се песма бенда У врећи за спавање. Године 1998. бразилска продуцентска кућа Rocksymphony издала је оба албума бенда Тако на компакт диск издању.
Године 2010. Мирослав Дукић преписао је старе песме бенда Тако и објавио их на албуму Tako Reloaded. Године 2014. српски рок бенд Бјесови обрадио је песму Пробуди се, коју је у оригиналу изводио бенд Тако и објавили је на њиховом албуму Светла, светлости.

## Дискографија

### Студијски албуми
- Тако (1978)
- У врећи за спавање (1980)
- Калемегдан диск КД1—КД5, заједно са бендом Игра стаклених перли

### Гостовање на компилацијама
- Вариоус — Плима (1994), са песмом У врећи за спавање